# Mojolawaran
Mojolawaran is een bestuurslaag in het regentschap Pati van de provincie Midden-Java, Indonesië. Mojolawaran telt 1999 inwoners (volkstelling 2010).